# 안나의 유서
《안나의 유서》는 1975년에 개봉한 대한민국의 영화이다.

## 캐스팅
- 박남옥
- 이대근
- 박원숙
- 윤양하
- 이정길
- 이치우
- 강민호
- 김신재
- 이영수